# SASX-10
De SASX-10 is de aandelenindex van de Sarajevo Stock Exchange (SASE).
De SASX-index bevat 10 aandelen die naar marktkapitalisatie gewogen worden, waarbij de maximale weging beperkt is tot 20%. Op de laatste vrijdag van juni en december vindt er een herweging van de index plaats. De eisen om in de index opgenomen te worden zijn dat het fonds bij de grootste tien fondsen van de beurs moet behoren en er op minimaal twee derde van de beursdagen handel plaatsvinden in het aandeel.

## Lijst van aandelen in de index
De onderstaande aandelen maken deel uit van de SASX-10, met de laatste herweging tussen haakjes (2022).
1. . BH Telecom d.d. Sarajevo (20%)
2. . Bosnalijek d.d. Sarajevo (20%)
3. . JP Elektroprivreda BiH d.d. Sarajevo (15,67%)
4. . Fabrika duhana Sarajevo d.d. Sarajevo (12,77%)
5. . Sarajevo osiguranje d.d. Sarajevo (10,47%)
6. . Tvornica cementa Kakanj d.d. Kakanj (9,26%)
7. . ASA Banka d.d. Sarajevo (5,40%)
8. . Rudnik soli Tuzla d.d. Tuzla (3,07%)
9. . Solana d.d. Tuzla (1,89%)
10. . Energoinvest d.d. Sarajevo (1,46%)

1. ↑  Aandelen in de index 2022